# James Macpherson

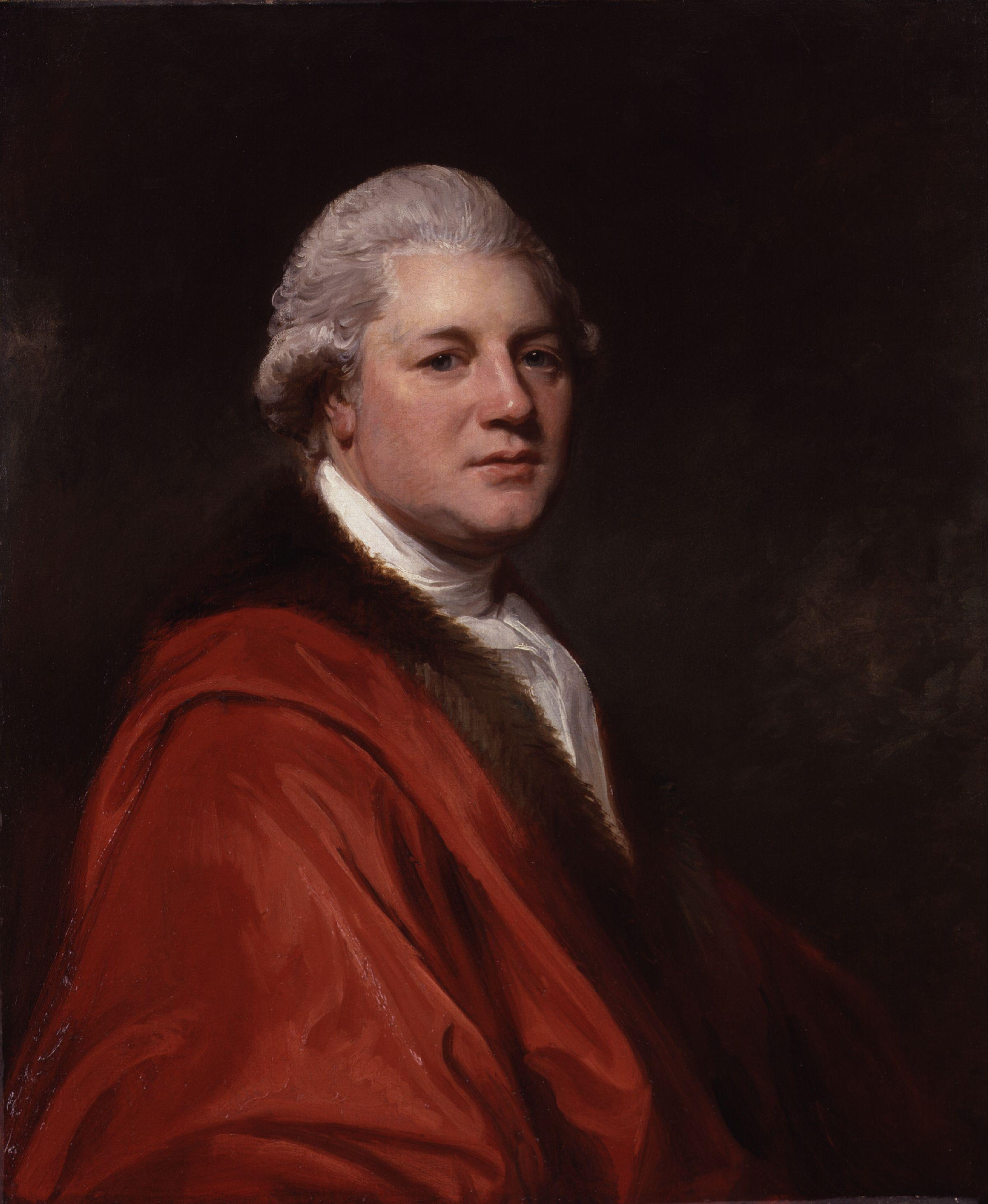
James Macpherson

James Macpherson (* 27. Oktober 1736 in Ruthven, Inverness-shire; † 17. Februar 1796 im Balavil House, Inverness-shire) war ein schottischer Schriftsteller und Politiker.

## Leben
Macpherson studierte ab 1753 am King’s College in Aberdeen und danach an der Universität Edinburgh. Bereits in dieser Zeit schrieb er einige Gedichte; nur wenige davon wurden veröffentlicht, wie The Highlander aus dem Jahr 1758.
Berühmt wurde er vor allem durch die Fragments of Ancient Poetry, die 1760 von Hugh Blair herausgegeben wurden und als Werk eines gälischen Sängers Ossian sehr berühmt wurden. Diese Werke waren vorgeblich die Aufzeichnung einer sehr alten gälischen mündlichen Überlieferung, die er in Schottland gesammelt habe. In Wirklichkeit hatte Macpherson die Werke selbst geschrieben. Später veröffentlichte er ebenfalls als angebliche Originaltexte Fingal, an Ancient Epic Poem in Six Books (1761), Temora (1763) und The Works of Ossian (1765). Bald wurden die Sammlungen auch in andere europäische Sprachen übersetzt und überall euphorisch aufgenommen. Durch seine Begeisterung für die Folklore der Ahnen und den natürlichen Menschen wurde Macpherson neben Edward Young und Thomas Gray zu einem der Urväter der englischen Romantik. Zwar wurden die ‚Ossian‘-Schöpfung sehr bald von Gelehrten wie Samuel Johnson als Fälschung erkannt und angeprangert, doch dies hatte kein großes Echo in der Öffentlichkeit, die die Werke lange begeistert als echtes Nationalepos feierte, das in ganz Europa berühmt wurde (siehe auch Keltomanie).
Im Jahr 1780 wurde Macpherson Mitglied des britischen Parlaments, was er bis zu seinem Tod blieb.

## Werke
- Die Gedichte Ossian’s eines alten celtischen Helden und Barden / [… von Harold Major.] Düsseldorf 1775. urn:nbn:de:hbz:061:1-13477 Universitäts- und Landesbibliothek Düsseldorf
- Neu-entdeckte Gedichte Ossians / [James Macpherson]. Übersetzt von Edmund von Harold. Dänzer, Düsseldorf 1798. urn:nbn:de:hbz:061:1-3926 Universitäts- und Landesbibliothek Düsseldorf